# Porriño
Porriño (oficialmente en gallego: O Porriño) es un municipio español de la provincia de Pontevedra, en la comunidad autónoma de Galicia. Forma parte de la comarca de Vigo y está integrado en el área metropolitana de Vigo.
Tiene un carácter eminentemente industrial y es un nudo logístico importante, por su excelente ubicación geográfica en el sur de la provincia de Pontevedra. 
Como obras destacadas hay varias edificaciones realmente interesantes. 
Por supuesto destaca el Ayuntamiento, edificio construido en el periodo que va desde 1919 hasta el 1924 por el arquitecto Antonio Palacios Ramilo. El estilo que aplica Palacios se encuadra dentro de la corriente regionalista.
Observamos las fachadas de construcciones arquitectónicas tradicionales, ejemplo la casona ubicada en la calle Progreso, frente a la estación de ferrocarril, Villa Anastasia, un edificio que pertenece a la arquitectura ecléctica que ubicamos entre los últimos años del siglo XIX y los primeros del XX. La casa está rodeada de espacio ajardinado de estilo también ecléctico. Aún se ven parterres de influencia francesa y árboles con solera que aportan un encanto especial al conjunto. La separación de la calle se hace mediante una verja y pilares. Esta es una de esas casas que hoy llaman la atención en una villa que ha perdido mucha arquitectura tradicional.

## Geografía
Integrado en la comarca de Vigo, se sitúa a 38 kilómetros de la capital provincial. El término municipal está atravesado por la autovía de las Rías Bajas (A-52) y por la carretera N-120 entre los pK 651 y 655, además de por la autopista del Atlántico (AP-9), la autovía A-55 (Vigo-Portugal), la carretera N-550 y la carretera provincial PO-331, que se dirige a Gondomar.
El relieve del municipio está caracterizado por el valle del río Louro y los montes que lo circundan. Hacia el límite sur del municipio hay una zona pantanosa llamada Gándaras de Budiño, zona de anidamiento de aves migratorias. Al suroeste se encuentra la sierra de Galiñeiro, donde se encuentran las mayores elevaciones del territorio, cercanas a los 700 metros, destacando el Alto da Fonte do Pavo (654 metros). La altitud oscila entre los 690 metros al suroeste y los 20 metros en el curso bajo del río Louro. El pueblo se alza a 31 metros sobre el nivel del mar.
Limita con Mos, Tui, Salceda de Caselas, Ponteareas, Vigo y Gondomar, Ayuntamientos que han experimentado un gran crecimiento económico y social, sobre todo Mos.
| Noroeste: Vigo y Mos     | Norte: Mos                    | Nordeste: Puenteareas                  |
| Oeste: Gondomar          |                               | Este: Puenteareas y Salceda de Caselas |
| Suroeste: Gondomar y Tuy | Sur: Tuy y Salceda de Caselas | Sureste: Salceda de Caselas            |

## Historia
Entre los siglos VIII y III a. C., la península ibérica estaba poblada por diferentes pueblos que vivían en plena Edad del Hierro, localizándose al noroeste peninsular los Galaicos. Alrededor de los citados siglos Porriño es un cruce de caminos para Helenios, Levnios o Interaminicios (los más cercanos), o algunos tan importantes como Bracaros o Astures. Pero sin duda los padres fundadores son los Grovios. Los Grovios (en latín GROVII) eran también conocidos como Crovios, Gravius o Gronios.[cita requerida]
Ocupaban la zona del valle y desembocadura del río Miño, islas Cíes, Bayona y la ría de Vigo, hasta la sierra de A Grova, entre Galicia y Portugal, con capital en Castallum Tyde (Tuy, Pontevedra), en el Conventus Bracarensis, en la Gallaecia, desde la Edad del Bronce.[cita requerida]

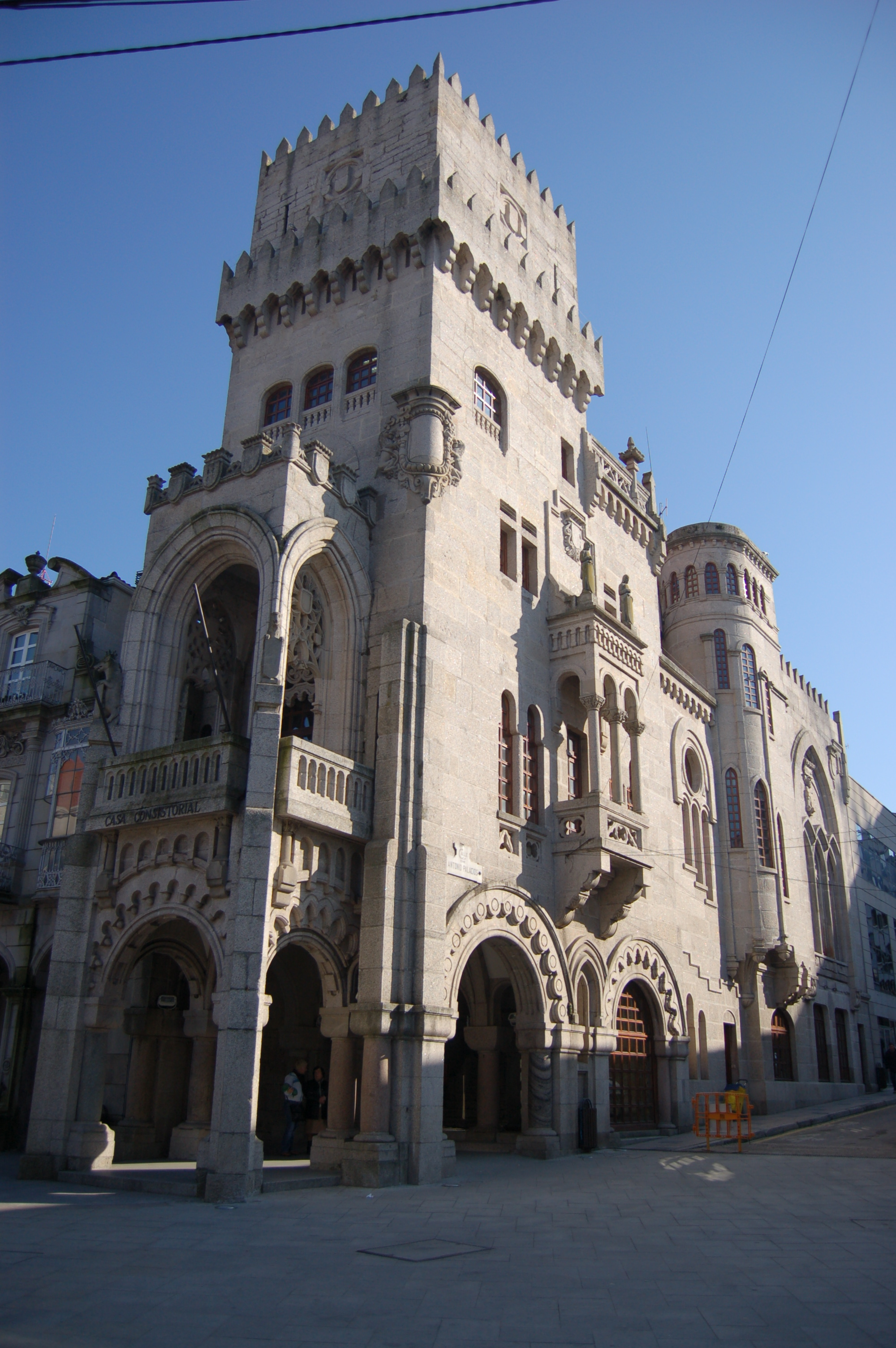
Ayuntamiento de Porriño

Existen restos castreños en la cima del monte Aloia, A Guía (Randufe), Cabeza de Francos (Pazos de Reis) y en Tuy. Destaca el castro de San Cibrián de Lás, uno de los mayores de Galicia. También se los relaciona con El Grove.[cita requerida]
Las fuentes antiguas (Pomponio Mela, Plinio el Viejo, Silio Itálico, Ptolomeo,...). siguiendo la tradición historiográfica de época romana, los reputa como de origen troyano, con origen en Diómedes, hijo de Tyde.[cita requerida]
Uno de los dioses conocidos de los grovios era Turiaco, cuyo significado lo relacionaría con rey o señor, en función de la raíz «tor-» (si guarda relación con una inscripción irlandesa que alude a Tor rí no tighearna).
Las relaciones comerciales entre los distintos primeros pobladores hacen surgir rutas y Porriño nace como puesto de cobro impositivo para las carretas que intentan entrar en las cercanías de la capital grovia. 
En principio no es más que una atalaya fronteriza, pero con el tiempo y la riqueza que se va acumulando los habitantes comienzan a explotar su gran riqueza natural ampliando el horizonte de sus posibilidades. 
El 9 de septiembre de 2016 en la localidad de Porriño, un tren que cubría el trayecto Vigo-Oporto descarriló causando la muerte de cuatro personas.

## Demografía
Porriño cuenta con una población de 20 711 habitantes (INE 2024).
La proximidad a Vigo también resulta un factor decisivo en la estructura demográfica de Porriño, pues los crecimientos positivos son debidos tanto a su economía floreciente como a la facilidad de comunicación con Vigo, así como resto de municipios del sur y Portugal. 
Constituye el tercer municipio por volumen demográfico y además cuenta con el mayor porcentaje de población menor de 25 años de toda la mancomunidad, siendo por lo tanto, el de la estructura demográfica más joven.
| Gráfica de evolución demográfica de Porriño entre 1842 y 2021 |
| |
| Población de derecho según los censos de población del INE Población de hecho según los censos de población del INEEn estos censos se denominaba Porriño: 1842, 1857, 1860, 1877, 1887, 1897, 1900, 1910, 1920, 1930, 1940, 1950, 1960, 1970 y 1981 |

### Parroquias
Parroquias que forman parte del municipio:
- Atios (Santa Eulalia)
- Budiño (San Salvador)
- Cans (San Esteban)
- Chenlo (San Juan)
- Mosende (San Jorge)
- Pontellas (Santiago)
- Porriño (Santa María)
- Torneiros (San Salvador)

## Economía
Constituye Porriño,  el foco más destacado de la comarca, manteniendo fuertes relaciones económicas con Vigo, gracias a acuerdos desde hace décadas con la ZFV, que ha invertido y se ha instalado en los polígonos de la zona más industrial del valle, en las Gandaras de Budiño.
El traslado industrial a este municipio viene favorecido desde hace 5 décadas  por las buenas comunicaciones de éste, haciendo del un nudo por el que atraviesan:
- la autovía de las Rias Baixas A-52, que enlaza el sur de Galicia con la meseta,
- la autovía Vigo-Tui, que enlaza con las carreteras Portuguesas y
- los ferrocarriles con destino Portugal y la meseta.

Porriño representa un municipio clave en la expansión económica de Vigo:
- tanto por el incremento de suelo industria, el cual se encuentra totalmente ocupado y precisa de ampliacione del mosmos como
- por la tradición de las explotaciones de granito situadas en su suelo, y una enorme cantidad de empresas punteras y auxiliares en sectores como automoción, alimentación y, servicios industriales.

Gracias a esa tradición industrial,  actualmente el Ayuntamiento  de  Porriño  forma parte desde el  mes de febrero de 2024 de la Rede de Concellos Emprendedores, que incluye a 156 ayuntamientos de toda Galicia, de los cuales 25 se ubican en la provincia de Pontevedra. 
La distinción de Concello Emprendedor otorga a los ayuntamientos preferencia a la hora de optar a órdenes de ayudas autonómicas relacionadas con la industria, el comercio o el impulso al empleo, lo que es de gran valor para el impulso de la empresa, industria principal y servicios del Municipio y sus constante crecimiento. 
En la actualidad, 2024, Porriño cuenta con más de 2200 empresas, 3,5 millones de metros cuadrados de suelo industrial, cuatro polígonos industriales totalmente ocupados al 100 %, otros tres parciales ocupados al 100 % y uno al 50 % y el PIB más alto de toda la provincia de Pontevedra, destacando como el pulmón de la industria de Galicia.
Porriño tiene un carácter eminentemente industrial merced a sus dos polígonos industriales y a sus canteras de granito, en las que se extrae la roca ornamental co, y hace que sea un hub logístico de suma importancia en el sur de la provincia de Pontevedra ocida con el nombre comercial de Granito Rosa Porriño, muy apreciada en todo el mundo (tono asalmonado) siendo uno de los granitos más exportados actualmente, habiéndose utilizado en edificaciones de los Estados Unidos y siendo usado en grandes obras como el ayuntamiento de Tokio, numerosos edificios en EE. UU. (Madison Avenue, Nueva York), así como gran cantidad de obras y construcciones en España, Europa (Parlamento Europeo en Bruselas) y a nivel mundial.
También destaca la industria química y farmacéutica, siendo el origen de Zeltia en el pasado, y Zendal en la actualidad. Asimismo, es un nudo de comunicaciones viarias importante.
Lamentablemente muchas empresas locales de gran importancia se han visto obligadas a cerrar por culpa de la anterior crisis, casos como Xoane, Pérez Leiros, Forjados Castelo, Terrazos Riego, Litografía Espinosa, o el caso de Imae (Sada), matadero avícola de gran tradición en pleno centro de la villa.
El desarrollo urbanístico del municipio solventó en su momento la demanda de suelo industrial y comercial existente en la comarca, incentivando creación de nuevas empresas y ampliaciones de actividades existentes. Así, Porriño modernizó y diversificó su economía promoviendo el desarrollo de nuevos sectores (textil, automoción, alimentación, auxiliar, etc.).
Los dos grandes parques empresariales, As Gándaras y A Granxa, con empresas del sector del automóvil, construcción, tratamiento del granito, concesionarios de marcas industriales, maquinaria y servicios varios, están separados por la principal vía de comunicación entre Porriño y Tuy, por la autovía Porriño-Vigo, que es un nexo de unión vital para el sur de Pontevedra y el puerto vigués.
Hoy en día el estado de ocupación de los polígonos del municipio es muy alto y en el ámbito industrial apenas se han producido bajas de empresas y sí ha habido altas, por lo que no se puede hablar de destrucción de tejido productivo sino de una desaceleración en el crecimiento del mismo por falta se espacio, problema al cual se solicita una solución para poder aprovechar nuevas inversiones y llegada de nuevas empresas.
Actualmente tiene cerca un dura competencia en los municipios fronterizos portugueses (a sólo 14 km) con suelo industrial disponible, mucho más barato, mano de obra más barata y burocracia inexistente, ejemplos en Valença, Monçao o Viana do Castelo. Muchas empresas gallegas se han trasladado allí en la última década llevándose inversión y empleos.
A Granxa y As Gándaras, en Porriño, están 100% ocupación desde hace años y en ellos se asientan más de 300 empresas que generan unos 10.000 empleos directos y una gran cantidad de empleos indirectos, pero el número podría ser mayor con un plan que ofreciese más suelo industrial. 
La privilegiada ubicación del municipio es otro de los alicientes, dado que es otro valor añadido.
La tasa de desempleo en Porriño en julio de 2021 es del 15,51%.

## Administración y política
| Partido político                                | 2023  | 2023  | 2023       | 2019  | 2019  | 2019       | 2015  | 2015  | 2015       | 2011  | 2011  | 2011       | 2007  | 2007  | 2007       |
| Partido político                                | %     | Votos | Concejales | %     | Votos | Concejales | %     | Votos | Concejales | %     | Votos | Concejales | %     | Votos | Concejales |
| Partido Popular de Galicia (PPdeG)              | 65,72 | 7180  | 16         | 41,56 | 4482  | 8          | 39,61 | 4067  | 8          | 57,13 | 6051  | 10         | 22,87 | 2383  | 4          |
| Bloque Nacionalista Galego (BNG)                | 14,27 | 1560  | 3          | 10,31 | 1112  | 2          | 11,99 | 1231  | 2          | 26,31 | 2787  | 5          | 27,99 | 2916  | 5          |
| Partido dos Socialistas de Galicia (PSdeG-PSOE) | 11,24 | 1229  | 2          | 24,70 | 2664  | 4          | 20,78 | 2133  | 4          | 10,91 | 1156  | 2          | 15,63 | 1629  | 3          |
| Podemos-Esquerda Unida (EU)-SON                 | 3,01  | 329   | 0          | 10,68 | 1152  | 2          | 6,79  | 697   | 1          | 1,99  | 211   | 0          | –     | –     | –          |
| Unión Democrática da Louriña (UDDL)             | –     | –     | –          | 7,27  | 785   | 1          | 12,76 | 1310  | 2          | –     | –     | –          | –     | –     | –          |
| Ciudadanos por Porriño (CxP)                    | –     | –     | –          | –     | –     | –          | –     | –     | –          | –     | –     | –          | 17,86 | 1861  | 3          |
| Independientes de Porriño (IP)                  | –     | –     | –          | –     | –     | –          | –     | –     | –          | –     | –     | –          | 11,72 | 1221  | 2          |